# Colantes
Colantes es un despoblado que actualmente forma parte del concejo de Oteo, que está situado en el municipio de Campezo, en la provincia de Álava, País Vasco (España).

## Toponimia
A lo largo de los siglos ha sido conocido con los nombres de Colantes y Cosantes.

## Historia
Documentado desde el siglo XIII, unos lo sitúan cerca de Bernedo y otros que estaba situado entre Berberiego y Bercejón, en tierras del concejo de Oteo.
Se desconoce cuándo se despobló.